# شهر بدون خودرو

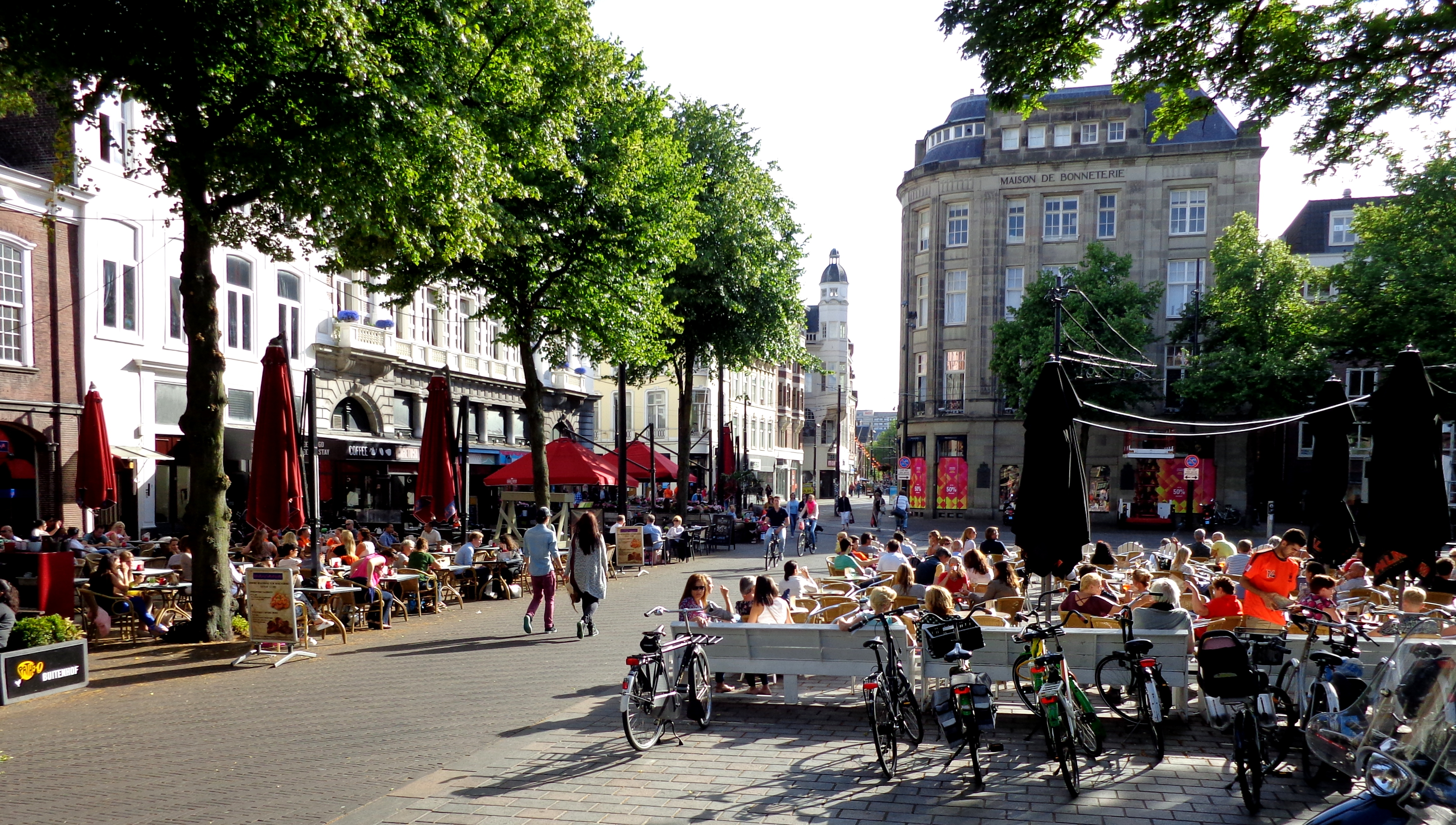
لاهه، در هلند، دارای یک مرکز شهر بزرگ و وسیع بدون خودرو می‌باشد. در این تصویر تعداد زیادی دوچرخه، دوچرخه‌سوار و شهروندانی را که در حال رفت و آمد برای خرید هستند را می‌توان دید. این نوع از سیاست‌گذاری شهری می‌تواند امنیت، انسان‌محوری، آلودگی هوایی و صوتی کمتر و کیفیت زندگی بهتری را برای شهروندان فراهم کند.

شهر بدون خودرو یا شهر عاری از خودرو، یک مرکز جمعیتی است که در آن رفت و آمد شهروندان در منطقه شهری عمدتاً با استفاده از حمل‌ونقل عمومی، پیاده‌روی یا دوچرخه سواری صورت می‌گیرد. مناطقی که در آن تردد وسایل نقلیه موتوری یا خودرویی ممنوع است، ممکن است با نام‌های مختلفی چون پیاده‌راه یا پیاده‌گذر نام‌گذاری شوند.
وابستگی به خودرو و استفاده از آن برای رفت و آمد، برای جامعه پیامدها و هزینه‌های بسیاری دارد. در نتیجه طراحان شهری برای برون‌رفت از مشکلات مربوط به راهبندان، ایجاد مزایای زیست‌محیطی و بهبود کیفیت زندگی، مدل‌های مختلفی از شهرهای بدون خودرو را پیشنهاد کرده‌اند. در حال حاضر در آسیا، اروپا و آفریقا، بسیاری از شهرها به دلیل این که پیش از پیدایش خودرو ساخته شده‌اند، مناطق بدون خودرو دارند و در بسیاری از شهرهای در حال توسعه جهان نیز برای نوسازی زیرساخت‌های شهری از این مدل‌ها استفاده می‌شود.
شهرهای بدون خودرو، بسته به موقعیت جغرافیایی‌شان، ویژگی‌های خاص خود را دارند. به‌طور کلی این شهرها دارای یک پهنه یا منطقه هسته‌ای مسکونی و یک پهنه پیرامونی مبتنی بر خدمات خواهند بود و شبکه‌های حمل‌ونقلی ویژه عابران پیاده و دوچرخه‌سواران نیز در آنان ساخته خواهد شد. در چنین شهرهایی، پارکینگ خودروها از داخل شهر، به منطقه‌های پیرامونی منتقل می‌شوند و می‌توان کاربری پارکینگ‌های داخل شهری و سایر فضاهای مربوط به خودروها را تغییر داد.
انگیزه‌های زیادی در میان طراحان شهری و عموم مردم برای ساخت یا گذار به یک شهر بدون خودرو وجود دارد. این مدل از شهرها طرفداران بسیاری در بعضی از جنبش‌های اجتماعی همچون جنبش بدون خودرو پیدا کرده و تبدیل به یک موضوع درخور توجه در سیاست شده‌است. علاوه بر پیامدهای مثبت زیست‌محیطی، شهرهای بدون خودرو عموماً دارای پیامدهای مثبت و کلی اقتصادی، سیاسی و فردی نیز خواهند بود.
برخی از منتقدان شهرهای بدون خودرو باور دارند که ممکن است شهرهای بدون خودرو از نظر اقتصادی تنها به نفع شهروندانی باشد که در مراکز شهرها مستقر هستند و بنابراین این نوع سیاست و مدل شهری ممکن است دسترسی شهروندان ساکنِ حاشیه و حومه شهرها را به مرکز شهر کمتر کند و منجر به ایجاد نابرابری از نوعی دیگر شود. با این حال، در ادبیات علمی دانشگاهی، بسیاری از طراحان و معماران شهری از سیاست‌های تشویقی برای شهرهای بدون خودرو حمایت کرده‌اند.
در سرتاسر جهان، نمونه‌های زیادی از شهرها، مانند لاهه، توکیو، کپنهیاگ، ونیز، بارسلون، برلین، نورنبرگ، هایدلبرگ، خنت و یزد برای حمایت از این مدل طراحی شهری، سیاست‌هایی را در پیش گرفته‌اند.

## ویژگی‌ها و مشخصات اساسی

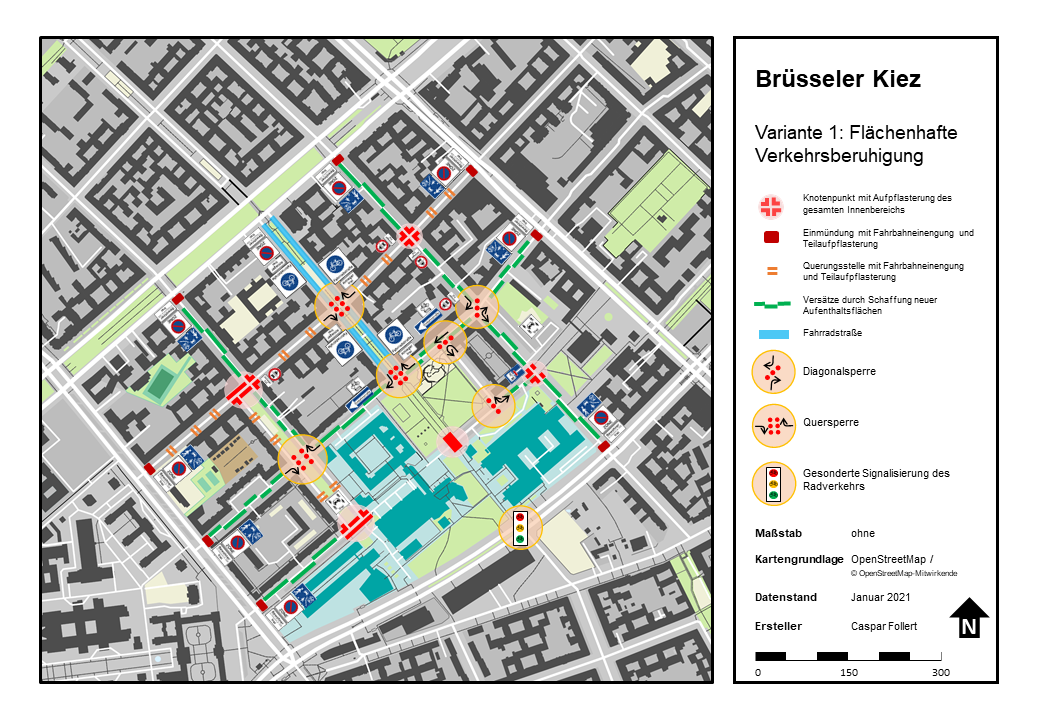
نقشه ساختاری یک «سوپربلوک» در برلین

یک شهر می‌تواند به‌طور کامل یا در بعضی از محدوده‌ها بدون خودرو باشد. در شهرهایی که کاملاً بدون خودرو هستند، استفاده از خودروهای شخصی در محدوده داخل شهر ممنوع می‌شود. در شهرهایی که بعضی از منطقه‌های آن بدون خودرو است، استفاده از خودروهای شخصی در سایر مناطق مجاز باقی است. مناطق بدون خودرو اغلب در اطراف مرکز شهر متمرکز می‌شوند. پروژه‌های شهرهای بدون خودرو، به جای «نیاز خودروها»، بر «نیاز انسان‌ها» متمرکزند. در این نوع پروژه‌ها تلاش می‌شود تا یک فرایند پهنه‌بندی یا منطقه‌بندی دقیق به افزایش تحرک عابران پیاده و افزایش قرارگیری کارآمد ساختارهای شهری منجر شود.
در حالی که هیچ طرح مشخصی برای طراحی یک شهر بدون خودرو وجود ندارد، بسیاری از شهرهای سراسر جهان با انواع مختلفی از مدل‌های طراحی شهری موفق به ایجاد سیاست‌ها و مناطقی در حمایت از شهرهای بدون خودرو شده‌اند. به‌طور کلی و عمومی مدل‌های شهرهای بدون خودرو معمولاً از دو منطقه یا پهنه تشکیل می‌شود: : ۲۸۷ 
1. هسته مسکونی
2. منطقه یا پهنه پیرامونی مبتنی بر خدمات

هسته شهرهای بدون خودرو شامل خانه‌ها و محله‌های زندگی شهروندان و یک فضای عمومی است که در مرکز این اقامتگاه‌ها قرار گرفته‌است.: ۲۸۸  به منظور کاهش ترافیک موتوری در این پهنه، به پیاده‌روی به عنوان روش اصلی حمل‌ونقل اولویت داده می‌شود و مسیرهایی نیز برای دوچرخه‌سواران در نظر گرفته می‌شود.: ۲۸۸  در نتیجه این اقدامات، تضاد و تنش کمتری بین ترافیک موتوری، محل سکونت و ساکنان آن شهر وجود خواهد داشت. در شهرهای بدون خودرو، راه‌های ویژه عابر پیاده و دوچرخه، بخش‌های مختلف شهر را به هم مرتبط می‌کند.
در پهنه پیرامونی یا حاشیه‌ای، که هسته مسکونی را احاطه می‌کند، خدمات و امکانات شهری مانند فروشگاه و سالن ورزشی ارائه می‌شود. مکان‌یابی این امکانات، با توجه به میزان استفاده شهروندان از آنها صورت می‌گیرد؛ به‌طوری‌که پرمصرف‌ترین امکانات، نزدیک‌ترین نقاط به مرکز شهر باشد. این خدمات و امکانات در نقاط پیرامونی غیرمتمرکز خواهد بود و با هدف کاهش مسافت پیاده‌روی، بهبود دسترسی و به حداقل رساندن نیاز به زیرساخت‌های جاده‌ای جدید جانمایی می‌شوند. یک جایگزین مناسب برای پیکربندی غیرمتمرکز، می‌تواند یک ایستگاه مرکزی حمل‌ونقل عمومی باشد که توسط فروشگاه‌ها و خدمات متراکم احاطه شده‌است و دسترسی آسان عمومی را بدون نیاز به پیاده‌روی برای شهروندان فراهم می‌کند. در شرایط اضطراری، خودروهای امدادی مانند آمبولانس و ماشین آتش‌نشانی اجازه ورود به این منطقه را خواهند داشت.
اگر در مراکز شهرها پارکینگ ساخته شود دسترسی به مرکز شهر برای خودروها آسان‌تر خواهد شد و خودروها امکان پارک کردن در مراکز شهرها را خواهند داشت و در نتیجه شهروندان ترجیح یا انگیزه‌ای برای استفاده از حمل‌ونقل عمومی، دوچرخه سواری یا پیاده‌روی را به دلیل ایجاد پدیده‌ای اقتصادی به نام تقاضای القایی را نخواهند داشت؛ بنابراین در مدل «شهر بدون خودرو» انگیزه‌ای برای تشویق به ساخت پارکینگ در مراکز شهرها وجود ندارد. در این مدل، پارکینگ‌ها و شبکه‌های حمل‌ونقلی در پیرامون شهر ایجاد خواهند شد تا امکان پارک خودرو در مناطق پیرامونی و مرزی شهر و استفاده از خدمات پارک سوار و حمل‌ونقل عمومی برای شهروندان فراهم شود. ساختار خیابان‌ها طوری است طراحی می‌شود که امکان حرکت خودروهای باری سبک برای جابجایی کالا و جمع‌آوری زباله را می‌دهد.: ۲۹۰ 

## انگیزه‌ها و دلایل ایجاد یک شهر بدون خودرو

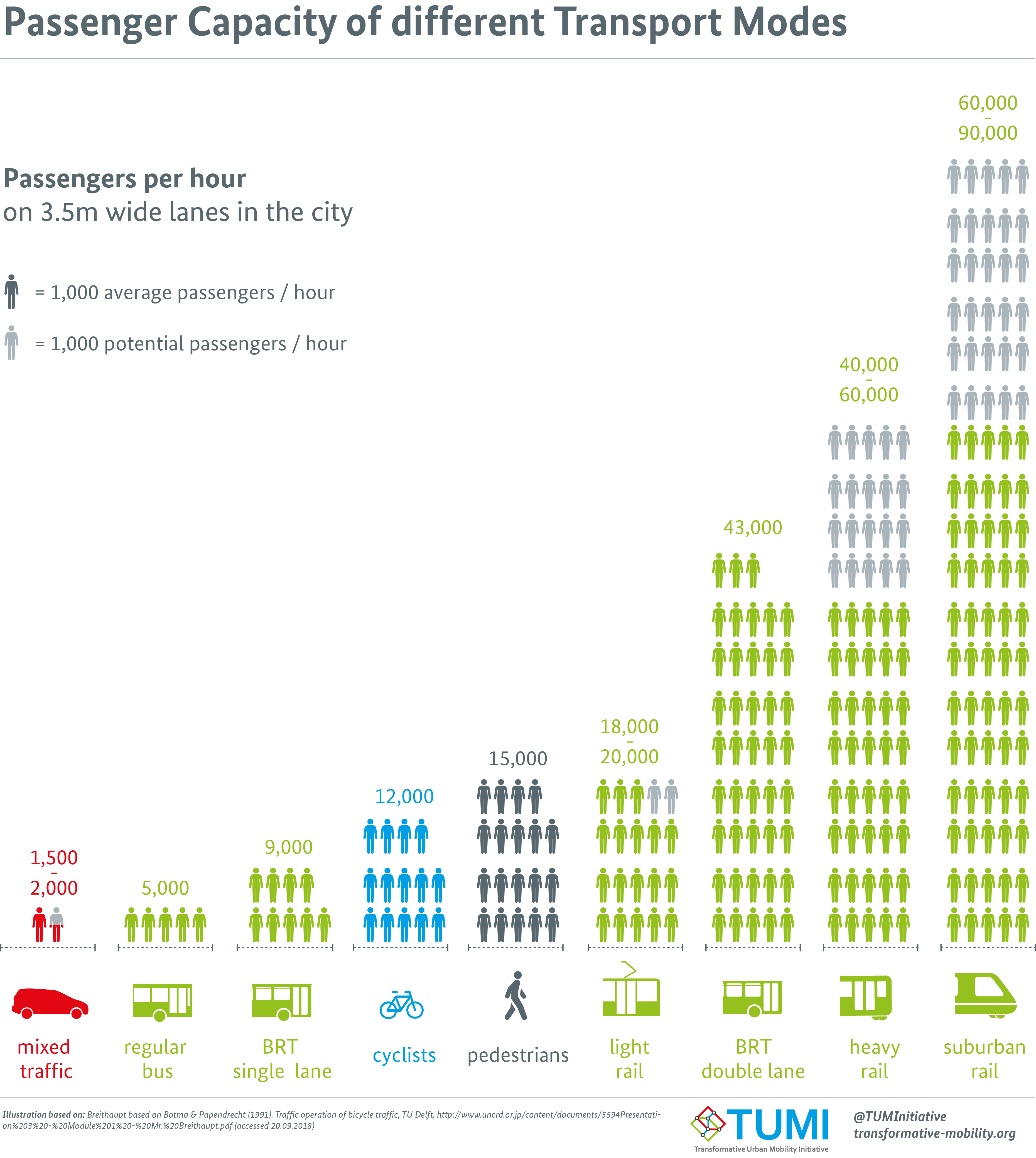
وسائط نقلیه غیر خودرویی ظرفیت انسانی بسیار بیشتری را نسبت به فضای موردنیاز خود حمل می‌کنند در نتیجه از منظر اقتصادی و پایایی بسیار کم هزینه‌تر خواهند بود.

انگیزه اصلی برای ایجاد شهرهای بدون خودرو، کاهش پیامدهای استفاده از این وسیله آلاینده است؛ چنان‌که می‌توان با کاهش وابستگی به خودرو، آلودگی هوا و آلودگی صوتی را کاهش داد و علاوه بر این، می‌توان از مساحت زیادی از زمینهای شهری که برای استفاده از خودروها اشغال می‌شود، استفاده‌های بهتری کرد. تخصیص مجدد زمین می‌تواند زمین و فضاهایی را که در گذشته معمولاً برای زیرساخت‌های وسایل نقلیه، همانند پارکینگ‌ها و جاده‌های وسیع و عریض، استفاده می‌شدند را به نفع یک شهر بدون خودرو تغییر کاربری دهد. به‌ویژه در کشورهای در حال توسعه، زیرساخت‌های فعلی حتی پس از بهینه‌سازی و ساخت‌وساز جدید راه‌ها، قادر به همگامی با روند افزایشی استفاده از وسایل نقلیه شخصی نیستند.
با توجه به اثرات زیست‌محیطی، کاهش تعداد خودروهای متمرکز در یک منطقه شهری می‌تواند کیفیت هوا را بهبود بخشد و صدا را کاهش دهد. آلودگی هوایی بیرونی به‌طور کلی سبب مرگ حدود ۹ میلیون نفر در سراسر جهان در طی یک سال می‌شود و دور نگه داشتن خودروها از مناطق پرجمعیت می‌تواند پیامدهای این آلودگی را کاهش دهد. علاوه بر این، برنامه‌های آتی اجرای «سوپر بلوک‌ها» در بارسلون می‌تواند میزان جمعیت مسکونی در معرض آلودگی صوتی بیش از ۶۵ دسیبل را از ۴۲٫۵٪ به ۲۶٫۵٪ درصد کاهش دهد.
با توجه به امکان تخصیص مجدد زمین، حدود ۷۰ درصد از زمین‌های مرکز شهر در چندین شهر ایالات متحده برای استفاده توسط خودروها اختصاص داده شده‌اند. حذف پارکینگ‌ها و سایر مناطق پر از خودرو نه تنها آلودگی هوا و صوتی را کاهش می‌دهد، بلکه امکان استفاده از زمین را برای اهداف دیگر فراهم می‌کند. اگر زمین به درستی تخصیص مجدد شود، می‌تواند اثر جزیره گرمایی شهری را نیز کاهش دهد. پدیده جزیره گرمایی شهری زمانی رخ می‌دهد که بتن و آسفالت جایگزین فضای سبز در یک منطقه می‌شوند و در نتیجه دما به دلیل سپیدایی و اثرات دیگر افزایش خواهد یافت. در کشورهای در حال توسعه مانند ویتنام، تلاش‌ها برای مهار ترافیک از طریق بهینه‌سازی جاده‌ها، ساخت زیرساخت‌های جدید و تغییر در سیاست‌ها نتوانسته‌است جریان ترافیک موتوری را کاهش دهد. در این کشور تمایلی برای معرفی یک مدل جدید شهر بدون خودرو وجود دارد که امکان بهبود کیفیت زندگی را فراهم می‌کند و در عین حال نیازهای لجستیکی و آمادی همه ساکنان و شهروندان را برآورده می‌کند.

## رویه ایجاد یا انتقال به یک شهر بدون خودرو

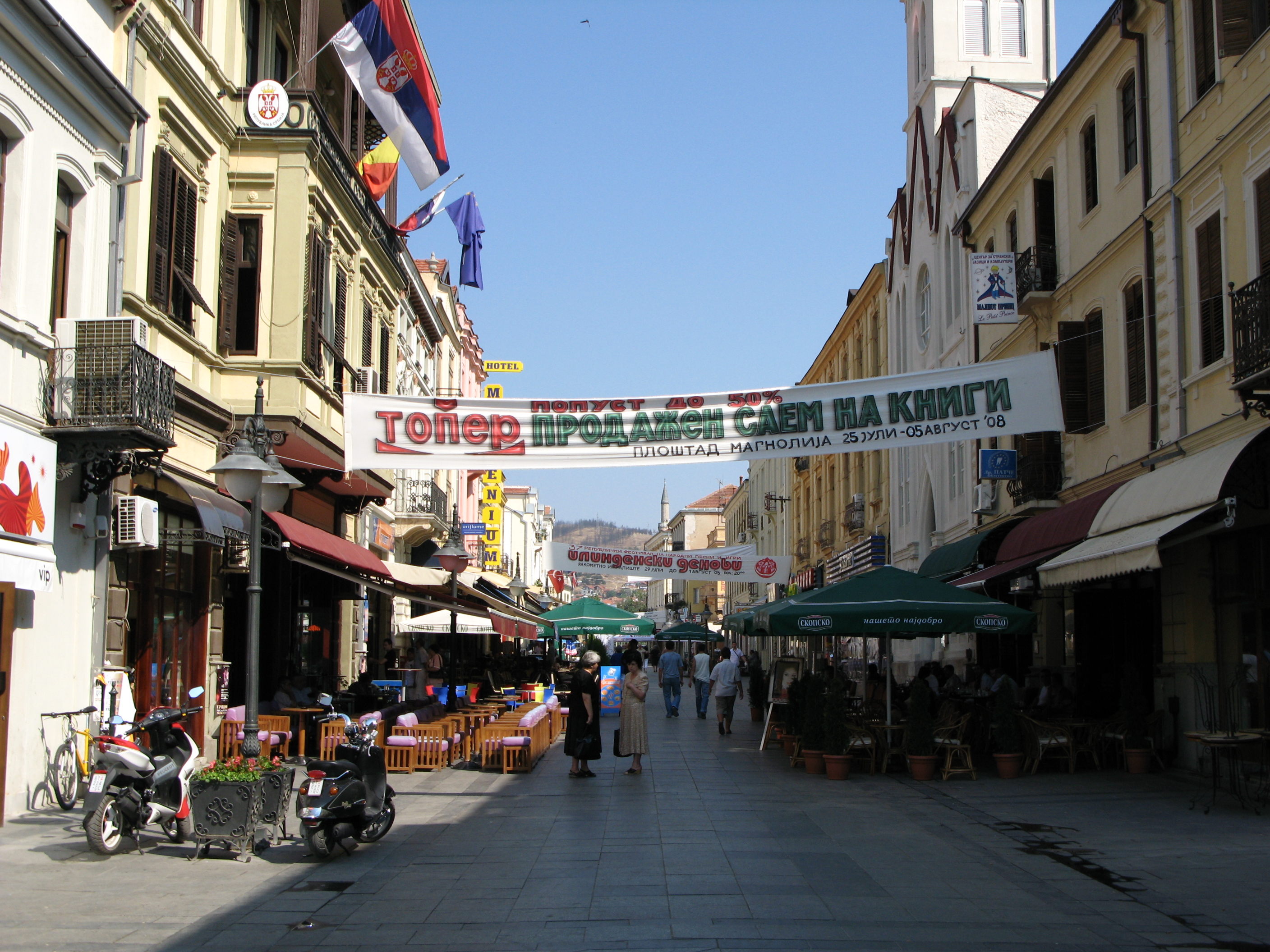
توسعه با کاربری ترکیبی یک شهر می‌تواند در تحقق یک شهر بدون خودرو ایدئال دارای اهمیت باشد. تصویر مربوط به شهر بیتولا در مقدونیه می‌باشد

تلاش‌های کنونی برای تبدیل شهرهای شلوغ به شهرهای بدون خودرو نیازمند چند اقدام‌هایی در زمینه‌هایی چون آماد و لجستیک، مسائل اجتماعی مانند آغاز جلسات مشاوره‌ای و آموزشی با همه شهروندان و ذینفعان، استفاده از مدل‌سازی رایانه‌ای و اندازه‌گیری ترافیک قبل و بعد از بسته شدن جاده‌ها و اعمال محدودیت‌های جدید پس از اجرای چنین طرحی است. بسیاری از شهرهای در حال دگرگونی در اتحادیه اروپا و جهان، دستورالعمل‌های خود دربارهٔ مشاوره پیش از اجرا چنین طرحی تا روند طراحی و اقدامات لازم پس از اجرا چنین طرحی را مشخص کرده‌اند.
پس از بسته شدن خیابان‌ها و میدان‌ها به روی تردد خودروهای شخصی، به تدریج شبکه‌های جدید مختص عابران پیاده و دوچرخه‌سواران پدید می‌آیند و این شبکه‌ها به چندین نقطه در شهر به یکدیگر خواهند پیوست. به‌طور مشابه و به دلیل نیاز برای جلوگیری از درگیری و تنش با ترافیک خودرویی و افزایش میزان تحرک عابران پیاده در مرکز شهر، ممکن است شبکه‌هایی جدید و مختص به عابران پیاده در زیر سطح خیابان‌ها (شهرهای زیرزمینی) یا بالاتر از سطح خیابان‌ها و برای اتصال مناطق پرتراکم و پرجمعیت موجود در مراکز شهر به وجود آیند. نمونه این اقدام را می‌توان در سامانه راه هوایی مینیاپولیس مشاهده کرد. و اما برای مناطق جدید در حاشیه شهرها یا شهرهای جدید، دو ایده مکمل جدید پدید آمده‌است:
1. مفهوم اجازه ورود و نفوذپذیری فیلترشده[۲۲][En ۲]
2. مدلی برای برنامه‌ریزی شهرها و بخش‌های فرعی به نحو شبکه خیابانی ترکیبی «فیوزد گرید»[۲۳][En ۳] که نوعی ترکیبی از دو نوع شبکه خیابانی با طرح مشبک شهری و الگو و طرح رادبرن می‌باشد. هر دو بر تغییر تعادل طراحی شبکه به نفع تحرک عابران پیاده و دوچرخه تمرکز دارند.

به‌طور کلی گذار به یک شهر بدون خودرو فرآیندی تدریجی است و نیازمند بهبود و تشویق روش‌های حمل‌ونقلی جایگزین خودرو و تشویق به استفاده کمتر از خودرو می‌باشد. نگرش و تغییر در قوانین تراکم شهری، قوانین کاربری زمین، عرض خیابان، برنامه‌ریزی شهری، توسعه با کاربری ترکیبی و همچنین ایجاد زیرساخت‌های جدید یا بهبود زیرساخت‌های فعلی به نفع یک شهر بدون خودرو آرمانی نیز دارای اهمیت خواهد بود. طراحان و برنامه‌ریزان شهری همچنین می‌توانند با کمک رشته روان‌شناسی ترافیک و با استفاده از فرایند آرام‌سازی ترافیک سرعت خودروها و ترافیک را در شهر کاهش دهند و به تدریج خودروها را از سطح مناطق مسکونی حذف کنند.

## پیامدهای شهرهای بدون خودرو

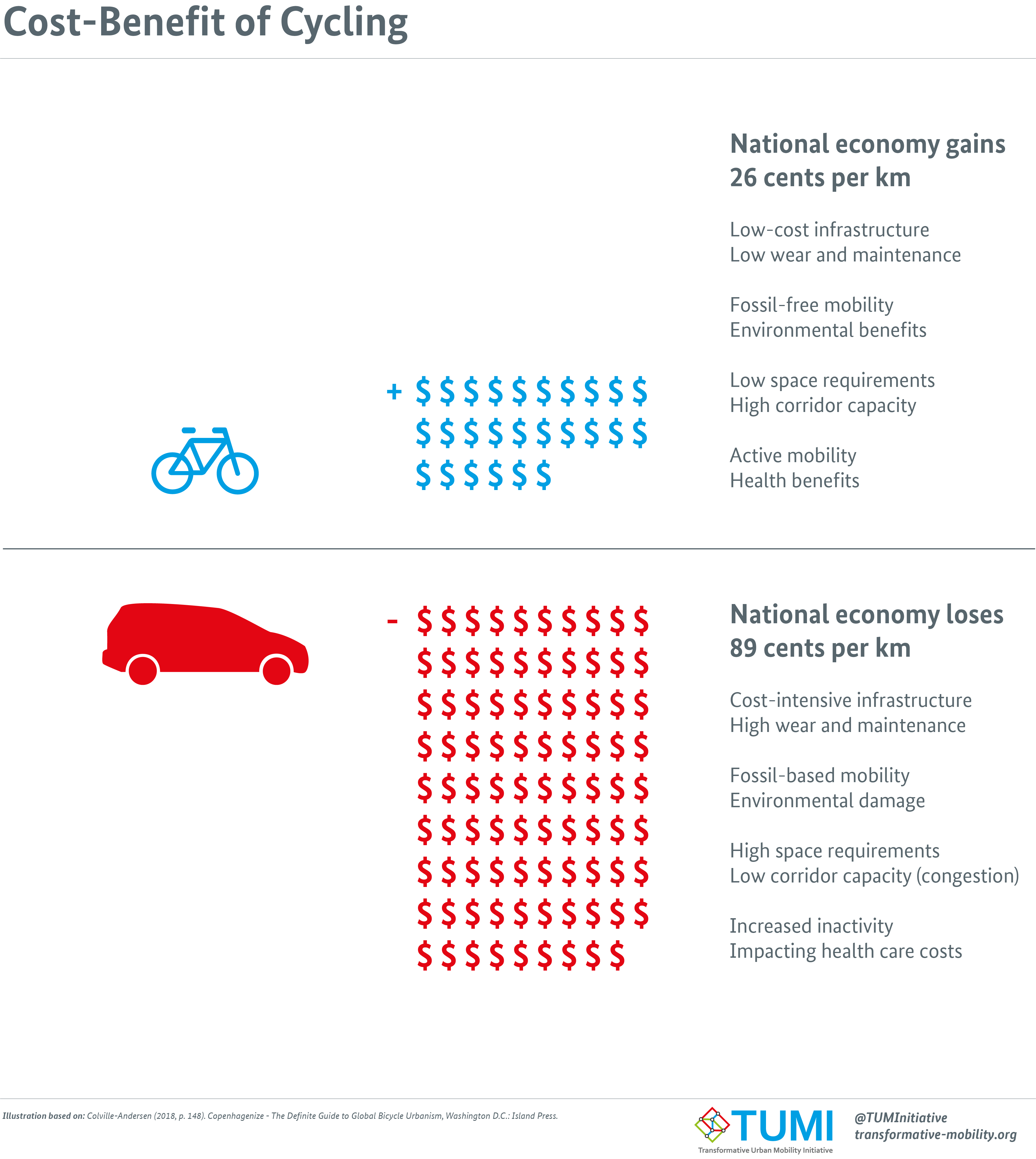
یک تصویر گرافیکی که هزینه‌های استفاده نکردن از دوچرخه را به جای خودرو در سطح ملی نشان می‌دهد.

به‌طور غیرمستقیم و از طریق استفاده کارآمد و پایدار از منابع و رفت و آمد سریع تر کالا و انسان، هدف اصلی مدل‌ها و طراحی‌های شهری بدون خودرو بهبود کیفیت زندگی ساکنان و شهروندان یک شهر است. افزایش کیفیت هوا به دلیل کاهش میزان آلاینده‌های ناشی از احتراق مورد استفاده در بسیاری از وسایل نقلیه موتوری، کاهش آلودگی صوتی، کاهش ارتعاشات و لرزه‌های زمینی وسایل نقلیه خودرویی و کاهش اثر جزیره گرمایی شهری از اثرات مستقیم شهرهای بدون خودرو خواهند بود. از تأثیرات دیگر نیز می‌توان به کاهش میزان برخورد و تنش ترافیک خودرویی با عابران پیاده و دوچرخه‌سواران اشاره کرد.

### پیامدهای زیست‌محیطی
پیامدهای زیست‌محیطی شهرهای بدون خودرو شامل کاهش انتشار گازهای گلخانه‌ای و همچنین بهبود سطح آلودگی صوتی می‌باشد. پس از محدود کردن دسترسی خودروها به مرکز شهر در مادرید، سطح اکسید نیتروژن ۳۸ درصد و دی‌اکسید کربن ۱۴٫۲ درصد در مرکز شهر کاهش یافت. این میزان همچنین در کل شهر مادرید ۹ درصد برای نیتروژن اکسید و ۲ درصد برای کربن دی‌اکسید ثبت شد و روندی کاهشی داشت. سطوح آلودگی صوتی محیط که با ترافیک وسایل نقلیه مرتبط است را نیز می‌توان با اجرای سیاست‌های حمایتی از مناطق بدون خودرو کاهش داد. به عنوان مثال در یکشنبه‌های بدون خودرو شهر بروکسل، این شهر با کاهش آلودگی صوتی ۱۰ دسی بلی مواجه شد.

### پیامدهای سیاسی و اقتصادی
ساکنان مناطق بدون خودرو می‌توانند از افزایش فضای سبز شهری و بهبود شرایط اقتصاد بهره‌مند می‌شوند. در مادرید، محدود کردن دسترسی خودروها به مرکز شهر منجر به افزایش ۹٫۵ درصدی هزینه مصرف‌کننده در خیابان اصلی خرید و ۳٫۳ درصد در کل مادرید شد. در یک مطالعه ساکنان مناطق بدون خودرو در هلند با افزایش میزان ارزش املاک و مستغلات خود مواجه بودند اما مناطق مجاور خودرومحور مجبور به مقابله با سرریز ترافیک خودروها به دلیل عدم امکان پارک خودروها در مناطق بدون خودرو شدند. این مطالعه می‌تواند ضرورت ایجاد پارکینگ کافی در نزدیکی این مناطق را نشان دهد و ممکن است به عنوان نکته ضعفی در این مدل دیده شود.
شهرهای بدون خودرو یک موضوع سیاسی نیز هستند و مخالفت‌هایی سیاسی با این نوع از مدل شهری بیان شده‌است. این سؤال مطرح می‌شود که «آیا این ایجاد مناطق بدون خودرو عادلانه هستند یا خیر؟» طرح‌های بدون خودرو، گزینه‌های موجود رفت و آمد شهروندان را محدودتر خواهند کرد و شهرها در درجه وابستگی خود به خودرو متفاوت هستند. ساختارهای شهری معمولاً از مدل مناطق متحدالمرکز پیروی می‌کند؛ بنابراین، مردمی که در حومه شهر و اکسرب شهر زندگی می‌کنند ممکن است به دلیل وجود عواملی چون نابرابری فضایی در طرح‌های توسعه مجدد برای مناطق مسکونی مرکزی و ثروتمند، سود کمی کسب کنند و دسترسی آسان خود را به داخل و مرکز شهر را از دست بدهند. همچنین برخی از منتقدان این موضوع را بیان می‌کنند که خودروها فقط به عنوان یک وسیله نقلیه استفاده نمی‌شوند و بلکه واژه و مفهوم «خودرو» دارای یک کاربرد اجتماعی-فرهنگی نیز می‌باشد که در آن «خودرو» بیانگر یک فرهنگ «مصرف و نشان‌گری از میزان موفقیت فردی و میزان ثروت فردی می‌باشد.». (همچنین فردگرایی را ببینید) با این حال در ادبیات علمی دانشگاهی بسیاری از طراحان و معماران شهری از سیاست‌های تشویقی برای شهرهای بدون خودرو حمایت کرده‌اند.

### پیامدهای فردی و بهداشتی
یکی از تأثیرات فردی شهرها و مناطق بدون خودرو عمدتاً مربوط به احیا و بازیابی فضا است. احیای فضا افراد را تشویق می‌کند تا از نظر فیزیکی و در زمان رفت و آمد، ورزش یا زمان صرف شده برای اوقات فراغت فعال‌تر باشند. با افزایش پراکندگی شهری و وابستگی به خودرو، مسائل اجتماعی و زیبایی شناختی به دلیل گسترش تفکیک‌گرایی و انزوا تحت تأثیر منفی قرار می‌گیرد و با گذار به یک شهر بدون خودرو می‌توان سلامت روان را بهبود داد. روند کاهشی پراکندگی شهری و وابستگی به خودرو منجر به تقویت احساس تعلق اجتماعی و همچنین درک «مالکیت اجتماعی»، کاهش تنش‌های جامعه شناختی و افزایش بیشتر رفاه عمومی می‌شود. همچنین شهرهای بدون خودرو می‌توانند میزان مرگ و میر و ناتوانی‌های ناشی شده از تصادفات رانندگی را کاهش دهند و تأثیر مثبتی بر کاهش میزان مرگ و میر ناشی از تصادفات رانندگی خواهند داشت. آلودگی صوتی نیز موضوع نوینی است که تأثیر زیادی بر روان انسان دارد و یکی از پیامدهای اصلی شهرهای بدون خودرو توجه به این موضوع است.

## نمونه شهرهای بدون خودرو
بسیاری از شهرهای تاریخی و قدیمی در اروپا، آسیا و آفریقا قرن‌ها قبل از ظهور خودرو تأسیس شده‌اند. بسیاری از آنها همچنان در قدیمی و تاریخی‌ترین نقاط شهر دارای مناطق بدون خودرو هستند. به عنوان مثال کوچه‌های باریک و کم عرض بسیاری از شهرها همانند بافت تاریخی یزد در دسترس بسیاری از خودروها نمی‌باشد. در این بخش از این جستار فهرستی از نمونه شهرهایی را که «بدون خودرو» تلقی می‌شوند یا سیاست‌هایی را در حمایت از تحقق به یک «شهر بدون خودرو آرمانی» را اتخاذ کرده‌اند را می‌توانید ببینید.

### یزد

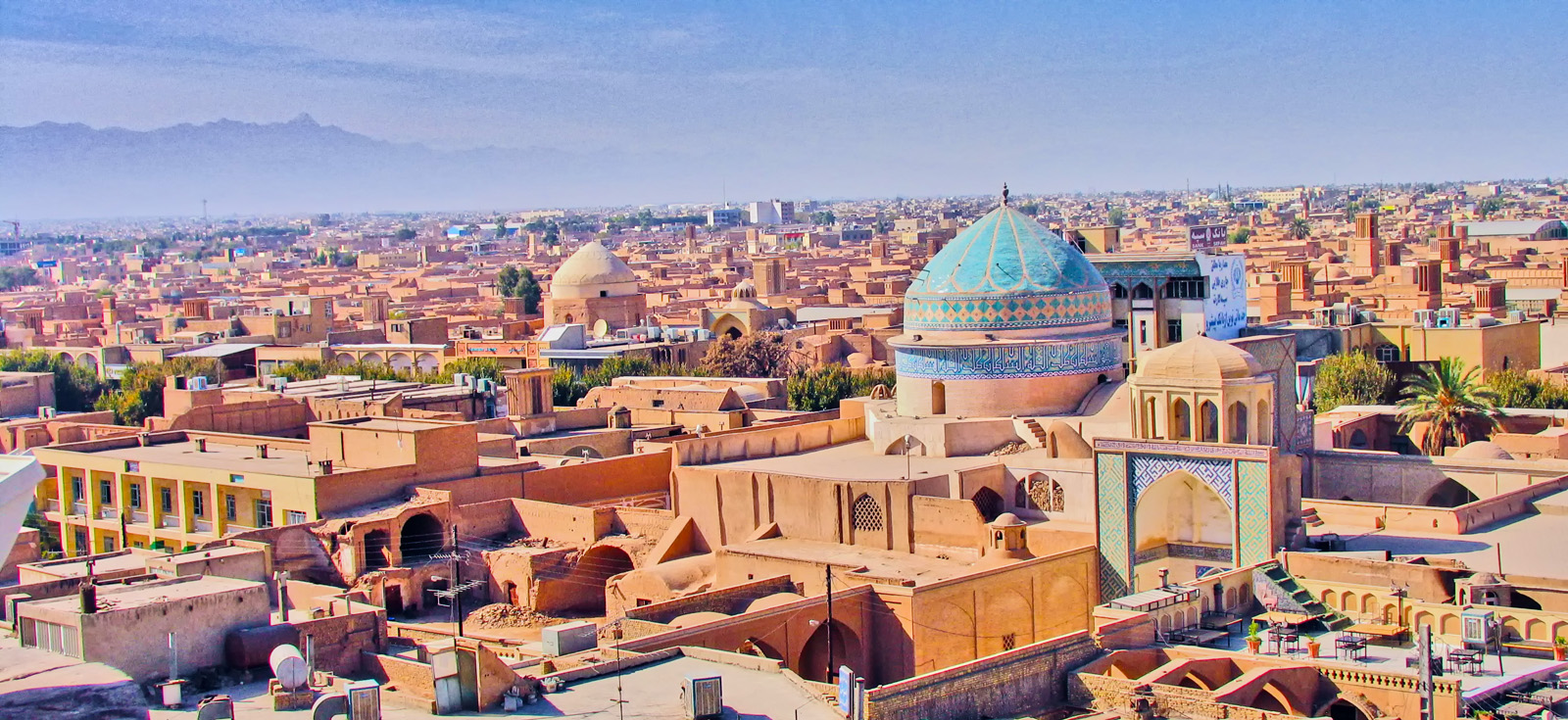
ورود خودرو به بافت تاریخی یزد به دلیل کم عرض بودن بسیاری از ورودی‌های آن ممکن نیست و سیاست‌هایی برای جلوگیری از ورود ترافیک موتوری و خودرویی به آن نیز اتخاذ شده‌است

شهر یزد در ایران در فهرست میراث جهانی یونسکو به ثبت رسیده و قسمت‌هایی از آن را می‌توان بدون خودرو نامید. ورود خودرو به بافت تاریخی یزد به دلیل کم عرض بودن بسیاری از ورودی‌های آن ممکن نیست و سیاست‌هایی برای جلوگیری از ورود ترافیک موتوری و خودرویی به آن نیز اتخاذ شده‌است. ایستگاه‌های دوچرخه اشتراکی هوشمند در یزد با نام بهرو در سال ۱۳۹۹ آغاز به کار نمودند. در مرحله اول ۱۰ ایستگاه در بافت تاریخی ساخته شده و در مراحل بعدی قرار است ۱۲ ایستگاه اضافه شود.

### ونیز

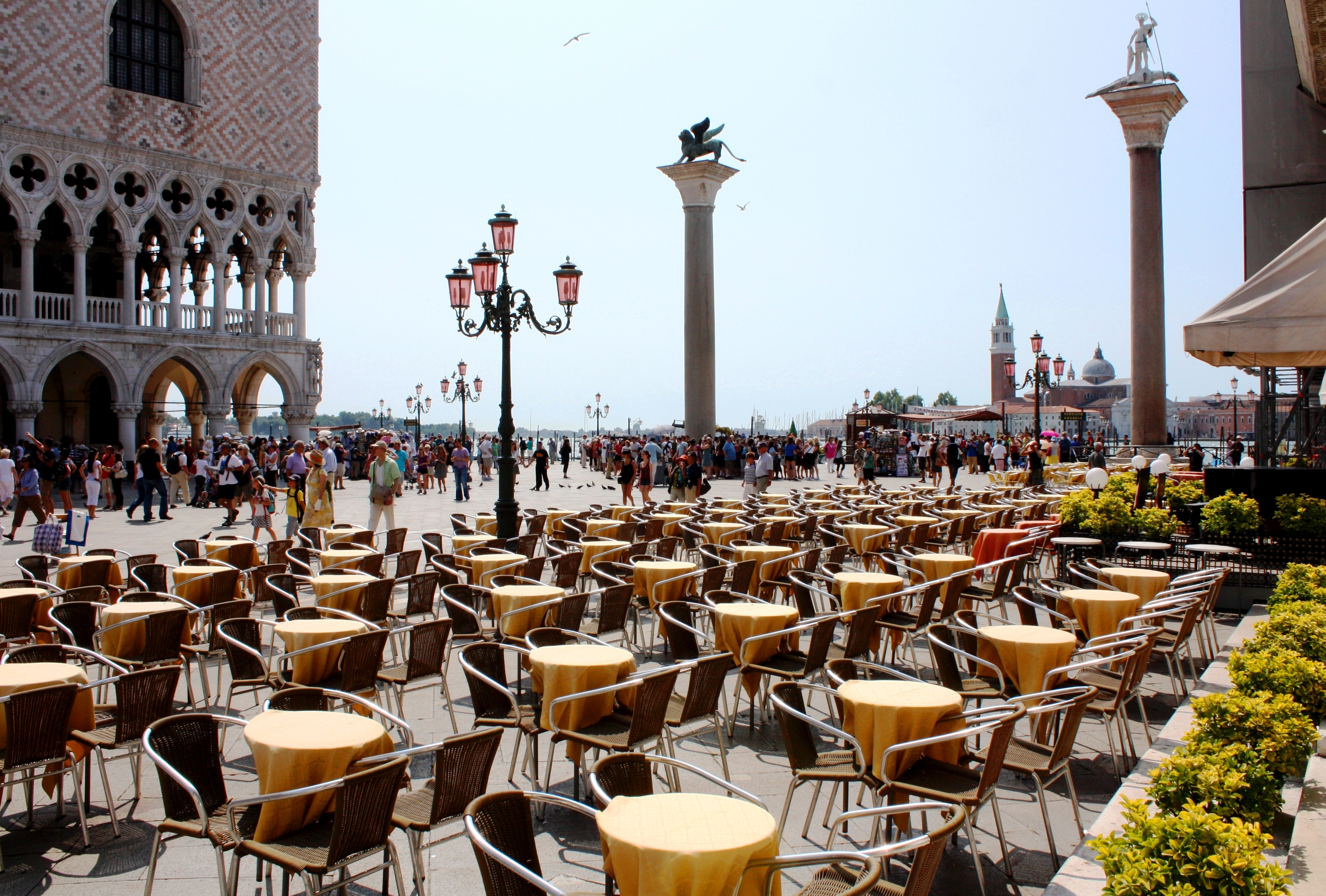
میدانی در ونیز، نمونه ای از شهر بدون خودرو

شهر ونیز نمونه ای از این است که چگونه یک شهر مدرن می‌تواند به‌طور کامل بدون خودرو کار کند. این طراحی غیرعمدی بود زیرا این شهر بیش از ۱۵۰۰ سال پیش، مدتها قبل از اختراع خودرو، تأسیس شد. بازدیدکنندگانی که به سمت شهر رانندگی می‌کنند یا ساکنانی که خودرو دارند باید خودرو خود را در پارکینگ خارج از شهر پارک کنند و سپس با پای پیاده یا قطار وارد شهر شوند. روش غالب رفت و آمدی در شهر پیاده‌روی است، اما تاکسی‌های دریایی موتوری با نام «وَپِرتو» که در کانال‌های شهر حرکت می‌کنند نیز در دسترس هستند.

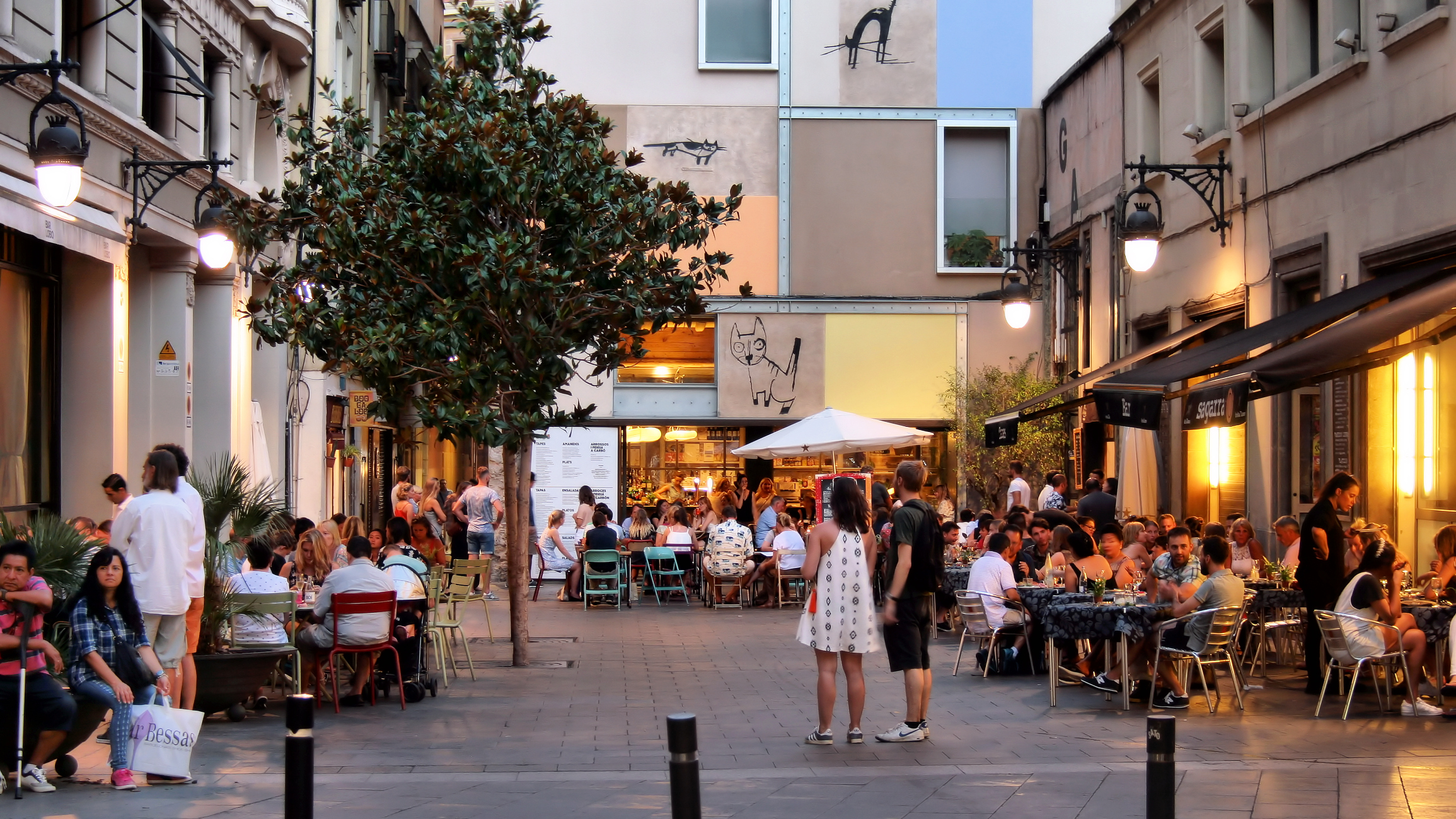
یک فضای اختصاص یافته به عابران پیاده در بارسلون

### بارسلون
به عنوان بخشی از طرح تحرک شهری شورای شهر بارسلون در سال ۲۰۱۴ میلادی، ۹ فضای ویژه برای عابران پیاده در بلوک‌های شهری ایجاد شد و عمده طراحان آن را با عنوان و نام «سوپر بلوک» می‌شناسند. محیط این بلوک‌ها به روی همه خودروها و اتوبوس‌های شهری بازمی‌ماند، در حالی که در فضای داخلی این بلوک‌ها فقط اجازه تردد به با حداکثر سرعت ۱۰ مایل در ساعت به افراد و ترافیک محلی داده می‌شود. دولت این شهر اهداف متعددی از جمله تحرک پایدارتر و احیای فضاهای عمومی را برای این طرح ذکر می‌کند. دنیاگیری کووید-۱۹ باعث ایجاد پیشنهادهایی برای تغییر بنیادی در سازمان و ساختار این شهر شد. مانیفست سازمان‌دهی مجدد شهر پس از کووید-۱۹ نیز که توسط ۱۶۰ شخصیت دانشگاهی و ۳۰۰ معمار امضا شد نمونه‌ای از این تغییر بنیادین در این شهر و جهان است و حذف خودرو یکی از عناصر کلیدی آن می‌باشد.

### توکیو

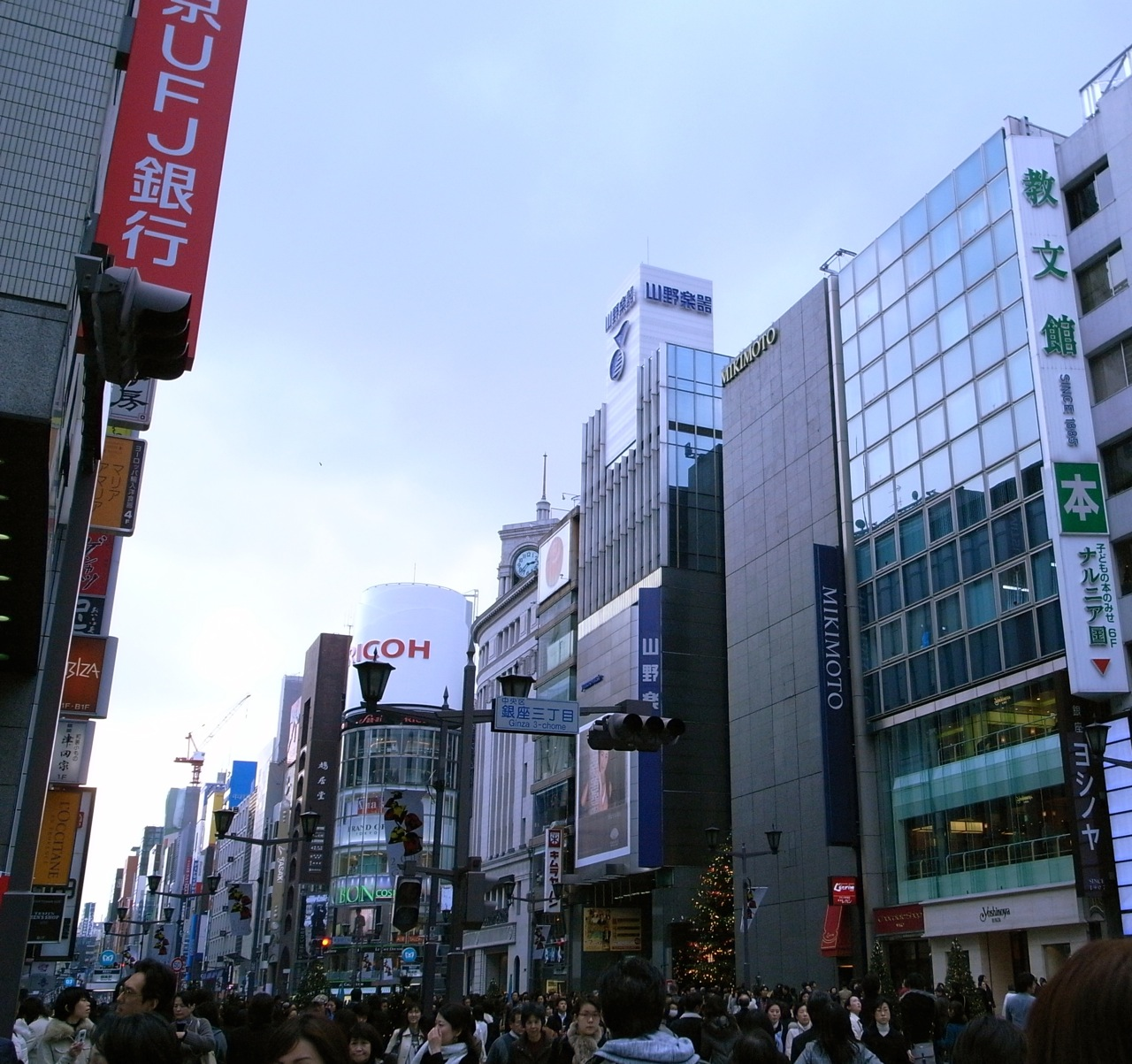
عابران پیاده در گینزا، توکیو

در توکیو برنامه‌هایی در مقیاسی وسیع برای تبدیل بعضی از خیابان‌های اصلی شلوغ‌ترین محله‌های توکیو همانند گینزا، شینجوکو-کو، ایکه‌بوکورو و آساکوسا به مناطقی مختص عابران پیاده وجود داشته‌است. این برنامه‌ها در دهه ۱۹۷۰ میلادی شروع شدند و این مناطق در زبان ژاپنی با عنوان «بهشت عابران پیاده» (به ژاپنی:歩行者天国) شناخته می‌شوند.

### کپنهاک

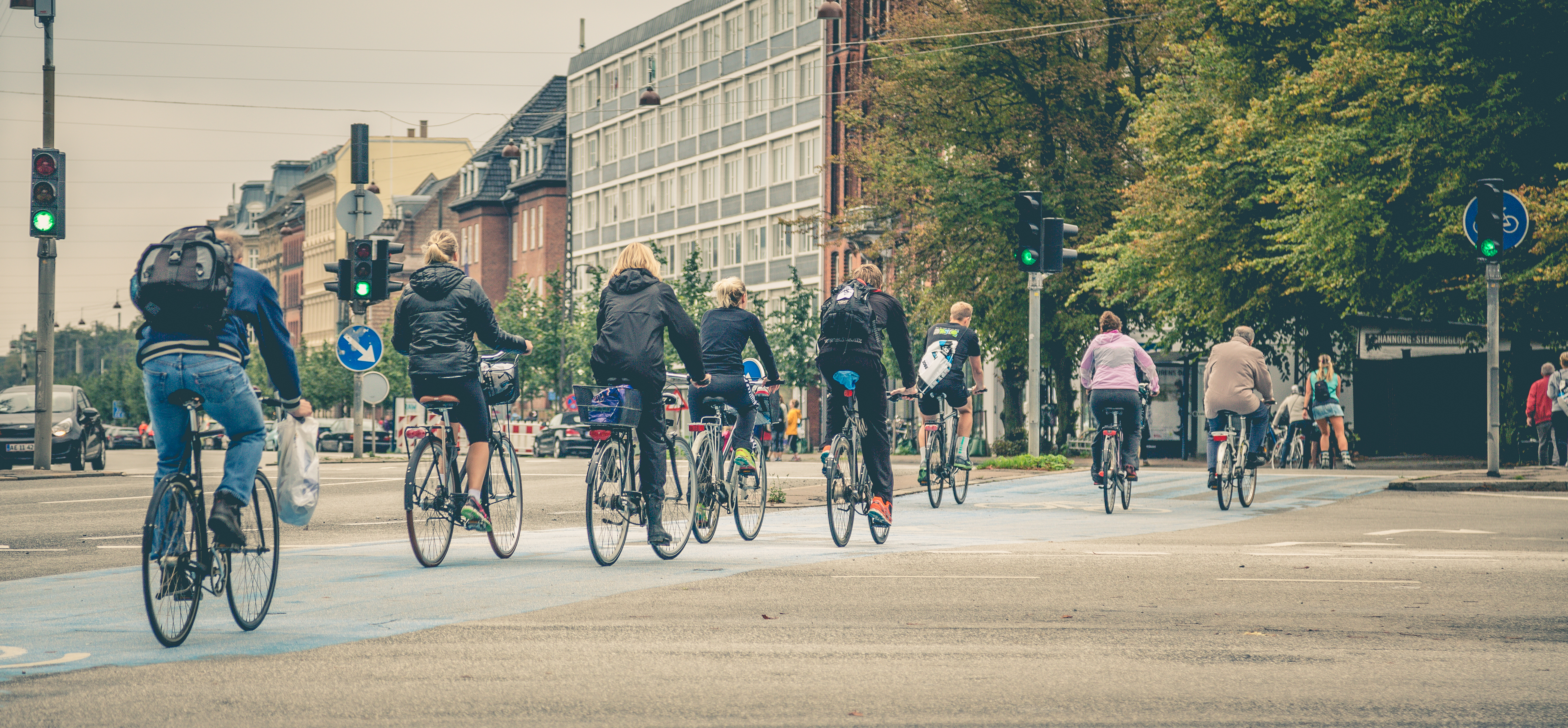
دوچرخه‌سواران در کپهناک

استفاده از خودرو در سبک زندگی شهروندان شهرهایی همانند کپهناگ می‌تواند آن شهروندان را از لحاظ مالی در یک نقطه ضعف قرار دهد. پس از بحران‌های نفتی دهه ۱۹۷۰ میلادی این شهر از منظر اجرای سیاست‌های حمایتی ضد خودرو، بسیار افراطی‌تر نسبت به شهرهای دیگر عمل کرد و تعداد دوچرخه‌های موجود در این شهر هم‌اکنون از تعداد خودروهای آن بسیار بیشتر و ۶۲ درصد شهروندان این شهر با دوچرخه به حمل‌ونقل خود می‌پردازند. نمونه‌های دیگر از سیاست‌های اجرا شده در این شهر وضع مالیاتی ۱۸۰ درصدی بر خرید هر نوع خودرویی جدید و تغییر کاربری زمین و فضاهایی است که در گذشته توسط خودروها استفاده می‌شده‌است.

### نورنبرگ

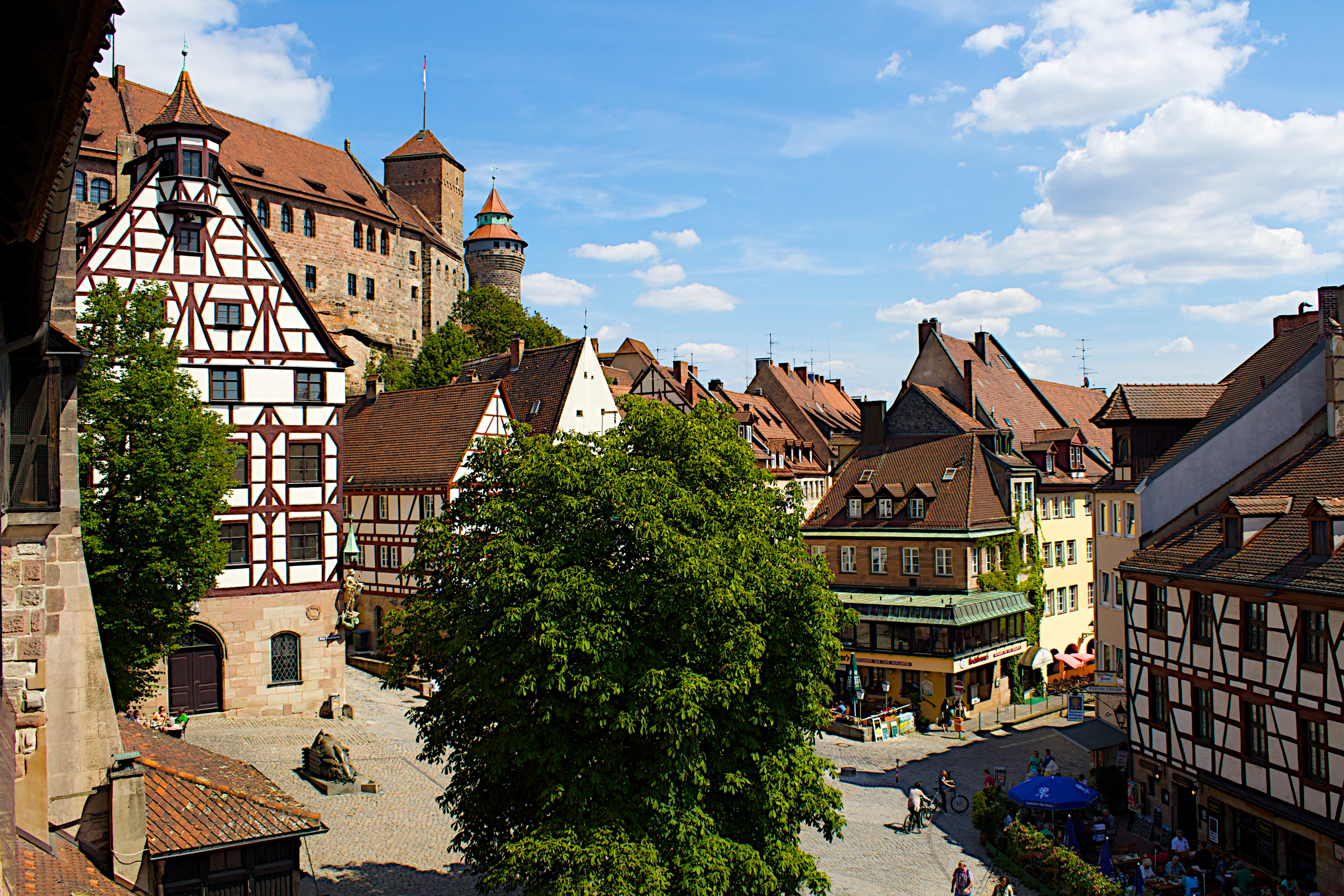
در این تصویر از نورنبرگ خودرویی دیده نمی‌شود

از دهه ۱۹۷۰، نورنبرگ، آلمان، راهروهای ترافیکی اصلی را به صورت مرحله‌ای بسته‌است و مرکز شهر نورنبرگ عمدتاً به منطقه‌ای بدون خودرو تبدیل شده‌است. در سال ۱۹۸۸، این شهر آخرین راه عبوری از مرکز شهر را به صورت آزمایشی مسدود کرد. با یک سال گذشت از این اقدام، این تحول جریان کلی ترافیک را ۲۵ درصد کاهش داد و کیفیت هوا را به میزان قابل توجهی افزایش داد. حذف خودروها از مرکز شهر با نوسازی ساختمان‌ها و نصب آثار هنری جدید همراه شد و یک محوطه عابر پیاده جذاب را ایجاد کرد.

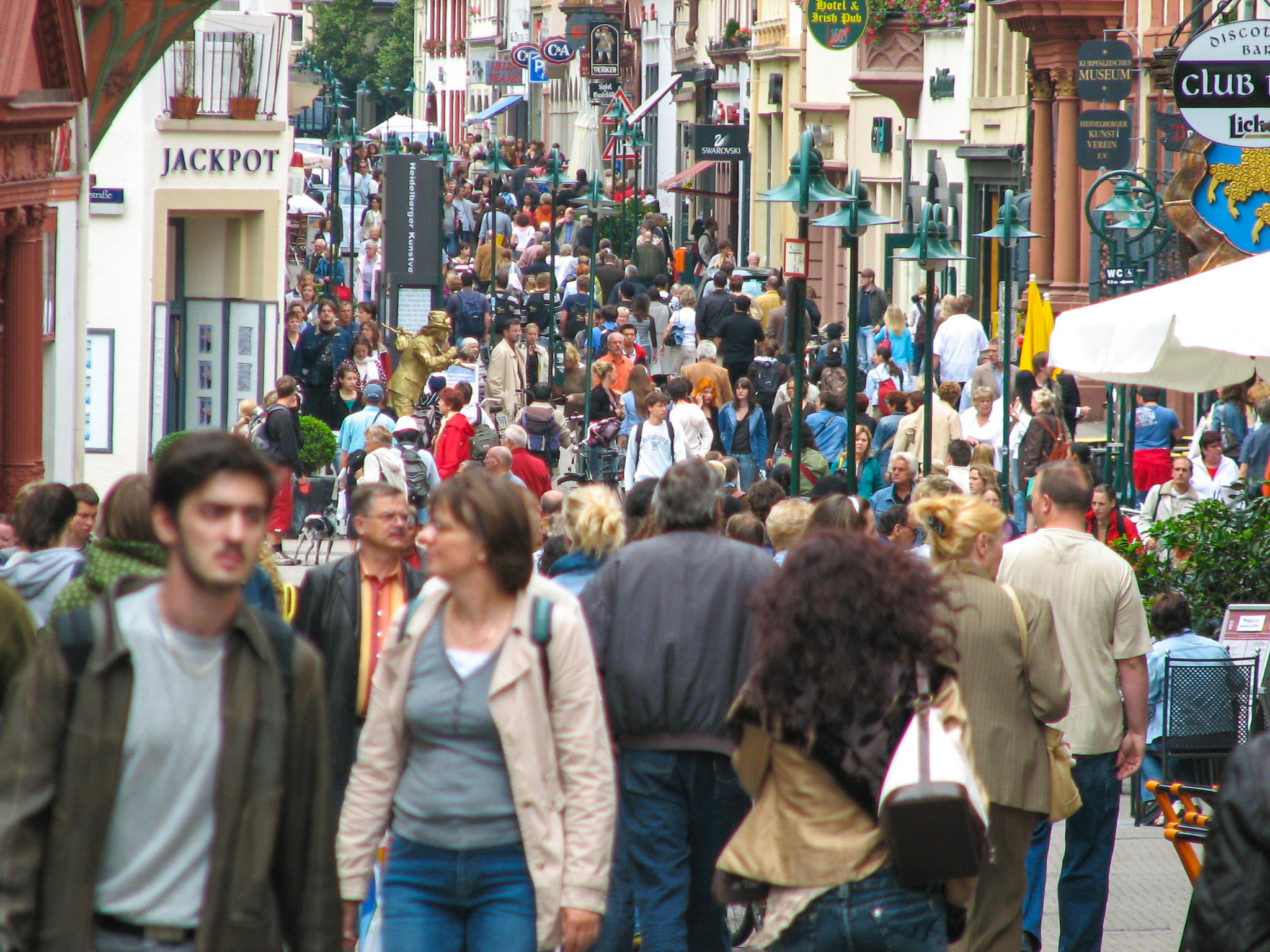
جمعیت زیادی از عابران پیاده در هایدلبرگ

### هایدلبرگ
طبق گزارش نیویورک تایمز در سال ۲۰۲۱، شهر هایدلبرگ آلمان «ناوگان اتوبوس‌های هیدروژنی می‌خرد و شبکه‌ای از بزرگراه‌های دوچرخه‌سواری را در حومه شهر می‌سازد و محله‌هایی را طراحی می‌کند تا همه وسایل نقلیه را دلسرد کند و پیاده‌روی را تشویق کند.». همچنین مشوق یک سال حمل‌ونفل عمومی رایگان به هر مالک خودرویی که خودروی خود را واگذار کند تعلق خواهد گرفت.

### خنت
در خنت، بلژیک، یک «برنامه چرخشی» آغاز شده‌است و اکنون کل قلب و مرکز شهر (۳۵ هکتار) تا حدی بدون خودرو است. در این شهر بخش‌هایی وجود دارد که خودروها هنوز می‌توانند از آن استفاده کنند اما با این حال بخش‌هایی که بدون خودرو هستند را نیز می‌توان دید. در برخی از این بخش‌ها، حمل‌ونفل عمومی، تاکسی‌ها و دارندگان مجوز ممکن است اجازه ورود داشته باشند اما سرعت آنها از ۲۰ کیلومتر در ساعت بیشتر نخواهد بود. یک مسیر پارکینگ در اطراف مرکز شهر وجود دارد که از یک سامانه هدایت پارکینگ برای اطمینان از دسترسی به تمام نقاط شهر و پارکینگ‌های زیرزمینی استفاده می‌کند. گذار به شهر بدون خودرو به‌طور قابل توجهی ازدحام ترافیک را در این شهر کاهش داده و استفاده از سایر روش‌های حمل و نقلی جایگزین مانند دوچرخه و حمل‌ونقل عمومی افزایش یافته‌است.

### جزایر مختلف
نمونه‌های دیگر شهرها و مناطق بدون خودرو شامل شهرهای جزیره‌ای و اقیانوسی مختلف هستند. در دو جزیره مکینک و جزیره پاکِتا به عنوان مثال ورود خودروها ممنوع می‌باشد و رفت و آمد اصلی شهروندان عمدتاً با کمک حیواناتی چون اسب، دوچرخه و قایق است.

### تحولات برنامه‌ریزی شده در آینده

#### شهر مصدر

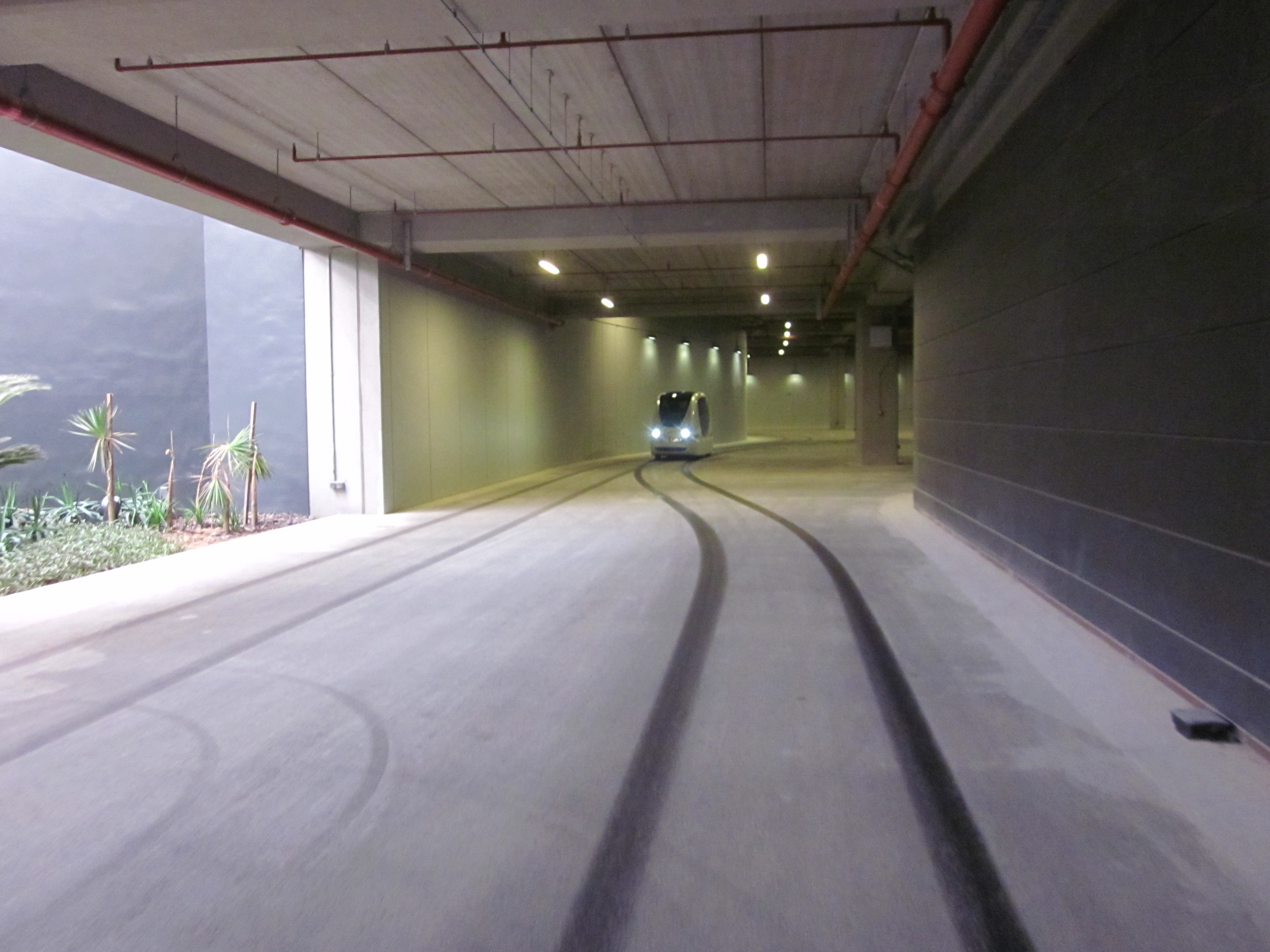
شبکه حمل‌ونقل سریع شخصی شهر مصدر. این نوع از سامانه‌های حمل‌ونقلی دارای منتقدان و حامیان بسیاری بوده‌است.

شهر مصدر، امارات متحده عربی، شهری آینده‌نگر است که با اصول دوستدار محیط زیست طراحی شده‌است. مصدر فلسفه بدون خودرو را به عنوان بخشی از اساس بنیادی خود یعنی شهر زیست‌محیطی پذیرفت. خودروهای شخصی به نفع طراحی شهری با قابلیت بیشتر پیاده‌راهوری و استفاده از شبکه حمل‌ونقلی سریع شخصی مستقل آن شهر برای حمل‌ونقل عمومی در فواصل دورتر، از فضاهای خیابان این شهر حذف می‌شوند. با این حال استفاده از سامانه‌هایی چون حمل‌ونقل سریع شخصی به دلیل شباهت‌شان به خودرو مورد انتقاد بوده‌است.

#### شهر بزرگ چین
شهر بزرگ چین، نمونه دیگری از یک شهر تازه توسعه یافته‌است که با اصول شهری بدون خودرو طراحی شده‌است.

## واژه‌نامه
1. ↑  Minneapolis Skyway System
2. ↑  Filtered Permeability
3. ↑  Fused Grid
4. ↑  Vaporetti
5. ↑  Circulation plan
6. ↑  Mackinac Island
7. ↑  Paquetá
8. ↑  Personal rapid transit